# Anime pigre
Anime pigre è il dodicesimo album dei Matia Bazar, pubblicato dalla DDD su vinile (catalogo 719 2 11543 3) e su CD (719 2 62950 3) nel 1991. Ristampato su CD dalla BMG giapponese (catalogo BVCP-179) nel 1992.

## Descrizione
È il primo album con Laura Valente che sostituisce Antonella Ruggiero come cantante solista del gruppo.
Ristampato nel 1992 con l'aggiunta del brano Piccoli giganti con il quale la nuova formazione partecipa al Festival di Sanremo 1992 ottenendo il 6º posto nella sezione "Campioni".
Il brano Volo anch'io è stato presentato, insieme ad altri, al Cantagiro 1991.
L'espressione "Anime pigre", che dà il titolo all'album, è contenuta nel testo del brano Du du du, e nella poesia in prosa inserita tra i testi delle canzoni nel libretto dei supporti CD MC o LP del disco. Il testo, di seguito:
«Anime Pigre è un tormento
è un sentimento in trance
che non vuole svegliarsi.
Noi lo lasciamo dormire a volte
per la pace dei nostri sogni.
Delle nostre notti,
dei nostri riposi.
Anime pigre è la voglia di non volere troppo
e di non volere tutto ma a tutto di poter pensare.
È la voglia di andare avanti
Magari piano, svogliatamente
con le parole, i miraggi e
i fatti non fatti ma andare comunque lontano.
È la pausa tra giorni che ci inseguono fieri e
sere che ci lasciano immersi nei nostri pensieri.
Quando abbiamo voglia di amore e non di guerra.
Di tenerezza e non di un amore sfrontato.
Quando riviviamo la nostra infanzia certa e
non vogliamo il nostro futuro insicuro.
Anime pigre è il mondo di cui siano
golosi, gelosi ma di cui abbiamo paura.»

## Tracce
Laura Valente firma con lo pseudonimo Lavalente. 
Lato A
1. Volo anch'io – 3:44 (testo: Aldo Stellita – musica: Carlo Marrale)
2. Soli ci si perde – 3:32 (testo: Aldo Stellita – musica: Sergio Cossu)
3. Lungo il Po – 3:27 (testo: Aldo Stellita – musica: Lavalente, Sergio Cossu)
4. Du du du – 3:19 (testo: Aldo Stellita – musica: Carlo Marrale)
5. Sei come me – 3:53 (testo: Aldo Stellita – musica: Sergio Cossu)

Lato B
1. Fantasmi dell'opera – 3:49 (testo: Aldo Stellita – musica: Carlo Marrale)
2. C'era una volta – 4:10 (testo: Aldo Stellita – musica: Lavalente)
3. Un cuore in gioco – 3:45 (testo: Aldo Stellita – musica: Maurizio Bassi, Sergio Cossu)
4. Si può ricominciare – 4:03 (testo: Aldo Stellita – musica: Lavalente, Sergio Cossu)

## Formazione
Gruppo
- Laura Valente - voce, tastiere, chitarra acustica
- Sergio Cossu - tastiere
- Carlo Marrale - chitarre, voce
- Aldo Stellita - basso
- Giancarlo Golzi - batteria, percussioni

Altri musicisti
- Maurizio Bassi - chitarra, mu-systems
- Giorgio Cocilovo - chitarra acustica, chitarra elettrica (A2, B2)
- Jacopo Jacopetti - sax (A5, B3)
- Silvia Valente - seconda voce in C'era una volta